# Day by Day (canción)
"Day by Day" es una balada folk rock del musical Godspell de 1971 de Stephen Schwartz y John-Michael Tebelak. Es la tercera canción en la partitura del programa y también se repite como el número de cierre para la versión cinematográfica de 1973.

## Letra
El estribillo de la canción sigue una oración atribuida al obispo inglés del siglo XIII, San Ricardo de Chichester :  ¿Puedo conocerte más claramente? 
Te amo más cariñosamente 
Te sigo más de cerca. 
La versión en Godspell sigue más de cerca la redacción del Himno 429 del Himnario de 1940: Día a día, 
Querido Señor, de ti tres cosas oro: 
Para verte más claramente, 
Te amo más cariñosamente 
Te sigo más cerca, 
Día a día. 
"Day By Day" fue un éxito en Australia, donde Judy Stone y Colleen Hewett lanzaron versiones competitivas de la canción a fines de 1971. La versión de Hewett alcanzó el # 2 en el Kent Music Report, mientras que la toma de Judy Stone alcanzó el # 25. 
En 1972, una versión de la canción del álbum Godspell (1971) del elenco original fuera de Broadway fue lanzada como un sencillo en los Estados Unidos, y se atribuyó simplemente al nombre del grupo "Godspell". Robin Lamont fue el cantante principal, sin acreditar. "Day By Day" pasó 14 semanas en el Billboard Hot 100, alcanzando el puesto # 13 el 29 de julio de 1972. Billboard lo clasificó como la canción número 90 para 1972.

## Versiones de otras artistas
- La banda de covers instrumental Hot Butter lanzó una versión en su álbum de 1972 Hot Butter .
- La versión de 5th Dimension fue grabada para el álbum Living Together, Growing Together, lanzado en 1973.
- Otra versión instrumental, en la inicial de la canción clave, se utilizó como tema musical para la NBC 's Today Show en la década de 1970.
- En marzo de 1972, Holly Sherwood lanzó "Day by Day" (que también incorporó una mezcla de otros dos números del programa) como su primer sencillo, producido por Tony Orlando para Rocky Road Records. Su versión fue # 104 en la lista de Billboard Bubbling Under the Hot 100 de EE. UU., # 91 Cash Box y # 29 en el Reino Unido.[6]
- Andy Williams y Ray Conniff y His Singers lanzaron versiones en 1972 en álbumes que se llamaron Alone Again (Naturally).
- La canción fue cubierta por la cantante pop británica Cilla Black, quien la lanzó en su álbum de 1973 Day by Day con Cilla, que fue su séptimo y último álbum de estudio con el productor George Martin.
- Cliff Richard grabó una versión en vivo en su álbum gospel de 1974 Help It Along.
- El grupo cristiano dc Talk cubrió la canción (con letras adicionales) en su álbum de 1995 Jesus Freak.
- Una versión inédita del grupo vocal británico de los años 70, Design, se incluyó en su CD One Sunny Day: Singles and Rarities 1968–1978 de 2012.
- Judy Collins lanzó una versión en su Amazing Grace LP en 1985.
- El grupo de rock cristiano House of Heroes cubrió la canción en su álbum de 2013 The Knock-Down Drag-Outs.
- Homer Simpson canta una versión de "Day by Day" en el episodio titulado " Pulpit Friction " en la serie de televisión The Simpsons.

## En la cultura popular
- En la película de 2000 Meet the Parents, Jack Byrnes (Robert De Niro) le pide a Greg Focker (Ben Stiller) que diga Grace antes de la cena, lo que hace que Greg recite la letra de "Day by Day".
- En la película de 2001 Wet Hot American Summer, las consejeras de campamento de verano Susie (Amy Poehler) y Ben (Bradley Cooper) dirigen a un grupo de niños a cantar y bailar "Day by Day" con un estilo y vestuario similares al elenco original de Godspell Broadway, que actúan en el concurso de talentos. El público aplaude alegremente, pero después de que la actuación termina con una brillante cruz luminiscente en la pared, se encuentra con abrumadores abucheos. El anfitrión comenta que es uno de sus números favoritos de Broadway, pero lo pronuncia erróneamente como "Day Bidet".
- En el octavo episodio de la serie The Wilds (2020) de Amazon Prime Video, Shelby Goodkind hace una emotiva presentación en la sección de talentos de un concurso, cantando "Day by Day", canción sugerida por Becca Gilroy, después de enterarse de que esta última acababa de suicidarse.